# Infraestructura de Dades Espacials de Catalunya
La Infraestructura de Dades Espacials de Catalunya (IDEC) és una iniciativa per a l'intercanvi i compartició de la informació geo-espacial a través d'Internet, en la qual hi participen totes les administracions públiques (Ens locals, Generalitat, Estat) i també altres institucions públiques i privades.
És gestionada per la unitat Centre de Suport IDEC, de l'Institut Cartogràfic i Geològic de Catalunya (ICGC).
Finalitat
La seva finalitat principal és la de facilitar i millorar l'accés a les dades geo-espacials (conjunts de dades i serveis geogràfics) disponibles posant a l'abast dels usuaris eines per a cercar, descobrir, consultar i descarregar aquests recursos mitjançant internet, per a utilitzar-los i explotar-los posteriorment. Constitueix una eina útil per a fer una àmplia difusió de la informació geogràfica existent, produïda fonamentalment pel sector públic, i promoure la seva utilització per part de la mateixa Administració, com per part de l'àmbit acadèmic i el sector privat.
Tècnicament es pot entendre com un conjunt de tecnologies, polítiques, estàndards, serveis i recursos humans, que permeten donar accés a la informació geogràfica de forma ordenada, eficaç i eficient.
Creació
La IDEC va ser creada per la Llei 16/2005 sobre la informació geogràfica i de l'Institut Cartogràfic de Catalunya (actualment Institut Cartogràfic i Geològic de Catalunya), aprovada pel Parlament de Catalunya, i fa seus els principis inspiradors que marca la Directiva Europea INSPIRE envers la interoperabilitat, reutilització i no duplicació de les dades.
Components bàsics
El Geoportal IDEC és la pàgina web on es descriu aquesta iniciativa i els seus objectius, i a través de la qual els usuaris poden accedir als diferents serveis que s'ofereixen.
Com a component bàsic i nuclear del Geoportal, destaca el seu Càtaleg de Metadades. La infraestructura es complementa amb d'altres components i funcionalitats, com ara aplicacions per a visualitzar les dades i serveis geo-espacials (per exemple, serveis de visualització WMS), que permeten explorar, descarregar i utilitzar la informació geogràfica disponible a Catalunya.

## Funcions
la Llei 16/2005 atribueix les funcions de creació, difusió, estructuració i manteniment de la Infraestructura de Dades Espacials de Catalunya (IDEC) a l'Institut Cartogràfic de Catalunya, avui Institut Cartogràfic i Geològic de Catalunya (ICGC), i crea el Centre de Suport IDEC (unitat orgànica de l'ICGC) com a aparell tècnic i òrgan bàsic de promoció, explotació i manteniment de la IDE de Catalunya, amb les següents funcions:
- Coordinar, promoure i desenvolupar la Infraestructura de Dades Espacials de Catalunya (IDEC), representant els interessos comuns dels diferents actors involucrats.
- Implementar i mantenir operatius els components tecnològics que formen part de la IDEC, per a desenvolupar-la, fer-la útil i accessible als usuaris.
- Adequar, descriure, donar a conèixer i publicitar els conjunts de dades i serveis d'informació geogràfica existents en el territori de Catalunya, especialment els relatius a la informació oficial recollida en el Pla Cartogràfic de Catalunya (PCC).
- Fer-los accessibles, interoperables i compartibles en l'àmbit de la IDEC, d'acord al marc legal i als estàndards vigents, a Catalunya, l'Estat i la Unió Europea.
- Elaborar propostes i guies tècniques per a la incorporació de noves tecnologies en els processos i fluxos de producció i disseminació d'informació geogràfica, donant suport als actors involucrats.

## Històric de Projectes: IDE Sectorials
Les IDE Sectorials van ser creades en la etapa primigènia del desenvolupament de la IDEC. Es tractava d'infraestructures de dades espacials sobre temàtiques de dades o coneixement específics, adaptades a les comunitats d'usuaris corresponents.
En realitat constituïen explotacions del catàleg de metadades general, filtrant les seves dades a un tema o sector concret. Per aquest motiu, les IDE Sectorials oferien els mateixos serveis que la pròpia IDEC.
En total, la IDEC va implementar les següents IDE Sectorials:
- IDE Univers - Orientada a oferir dades i serveis en l'àmbit universitari.
- IDE Costes - També anomenada IDEC Litoral, focalitzada en oferir dades per a la gestió de les zones litorals.
- IDE OT - Destinada a facilitar l'accés a les dades procedents de l'Observació de la Terra, fonamentalment imatges de satèl·lit.

El servei de les IDE Sectorials s'ha donat de baixa, a l'esperar de perfilar la seva possible evolució d'acord amb les noves tecnologies de la informació.
Addicionalment, es va crear la IDE Local, encara operativa, adaptada a les dades, serveis i necessitats de l'Administració Local. No obstant això, actualment s'està treballant per a fer una proposta d'actualització d'aquesta IDE Sectorial.